# Liceo Narciso Tondreau
El Liceo Narciso Tondreau, también conocido como Liceo de Hombres de Chillán, es un recinto estudiantil de la ciudad chilena de Chillán, ubicado en el sector de Las Cuatro Avenidas, a un costado de la Plaza de La Victoria. 

## Historia
El establecimiento fue fundado el 7 de marzo de 1853, bajo un decreto de ley firmado por el presidente Manuel Montt y su ministro de educación de ese entonces, Silvestre Ochagavía Errázuriz, siendo la octava escuela más antigua de Chile. Su primer rector, Pedro Matus, ejerció también como profesor de los primeros alumnos, dictando clases de latín, aritmética, religión y geografía. Recién en 1856, el cuerpo docente fue ampliado.
Entre 1897 y 1925, Narciso Tondreau ejercería como rector del recinto, cambiando el modelo de enseñanza a favor de las inquietudes de los estudiantes y promocionando la difusión de la cultura local. Durante su dirección, es fundado el Liceo Football Club por el profesor Manuel Lara, cual a futuro se convertiría en el Club Deportivo Ñublense. Asimismo, en 1918 funda la revista Ratos Ilustrados, cual sería dirigida por Walterio Millar en compañía de Armando Lira.
Posteriormente, Tondreau sería sucedido por don Tomás Figueroa, quien durante su ejercicio como rector, enfrentó el Terremoto de Chillán de 1939, como también la reconstrucción del recinto educacional. Para 1965, el liceo cambia de nombre a Liceo Narciso Tondreau. En 1977, el liceo es dirigido por Blanca Manríquez Arellano. En 2019, sus instalaciones fueron fusionadas con otros dos establecimientos educacionales de carácter municipal.

## Alumnado
Dentro de las personalidades y referentes locales que fueron parte de este recinto educacional, se encuentran:
- Alfonso Lagos Villar, periodista[3]
- Armando Lira Sepúlveda, pintor[3]
- Arturo Merino Benítez, aviador[3]
- Carlos Silva Vildósola, periodista y escritor
- Dario Brunet Molina, artista local
- Federico Puga Borne, médico y político[3]
- Fernando Santivañez Puga, escritor
- José Tohá González, político[3]
- Josué Smith Solar, arquitecto[3]
- Moisés Poblete Troncoso, abogado[3]
- Nicanor Parra Sandoval, profesor y escritor
- Tomás Lago Pinto, poeta
- Walterio Millar Castillo, historiador[3]
- Juan Eduardo Fuentes Belmar, abogado y ministro de la corte de suprema de justicia.[6]